# Bill Cable
William Laurence Cumpanas, bardziej znany jako Bill Cable (ur. 2 maja 1946 w Gary, zm. 7 marca 1998 w North Hollywood w dzielnicy Los Angeles) – amerykański model, aktor i kaskader filmowy.

## Życiorys

### Wczesne lata
Urodził się w Gary w stanie Indiana jako syn Violet Pazo Anderson i Williama J. Cumpanasa. Jego dziadek Thomas Ante w 1914 został członkiem i pełnił funkcję prezesa byłego Hrvatski Sinovi CFU Lodge 396 w Gary w stanie Indiana, po przyjeździe z Klenovac, położonej nieopodal Imotski w Chorwacji (Dalmacja). Po śmierci jego dziadka, Thomasa Ante (zm. 2 lutego 1949), rodzina zakwaterowała się w 1950 w Kalifornii. Podczas nauki w North Hollywood High School, we wczesnych latach 60. był uznanym piłkarzem. Jednak po poważnym urazie głowy na University of Nevada porzucił karierę piłkarską i rozpoczął pracę jako kaskader a następnie jako aktor.

### Kariera
W 1970 pojawił się na zdjęciach autorstwa fotografa Kenna Duncana w magazynie „After Dark”. Podpisał kontrakt z Colt Studios, producentem materiałów dla dorosłych skierowanym do gejowskiej publiczności. Pod pseudonimami Stoner, Cable i Bigg John brał udział w filmach pornograficznych, m.in. Bijou Wakefielda Poole (1972; nagi, nie w scenie seksualnej), Ostatnie tango w Acapulco (The Last Tango in Acapulco, 1973; w scenie masturbacji). 
W listopadzie 1974 jego zdjęcia znalazły się na łamach pisma przeznaczonego dla kobiet „Playgirl” i potem też kilkakrotnie w latach 1975-79 i 1981-82.
Był Tarzanem w filmie przygodowym Niebieska dżungla (Jungle Blue, 1978). Potem wystąpił w sitcomie Makabryczne kino (Movie Macabre, 1984) z Cassandrą Peterson, komedii Tima Burtona Wielka przygoda Pee Wee Hermana (Pee-wee’s Big Adventure, 1985), Kim miłość (What’s Love, 1987) z Ginger Lynn i Tomem Byronem, Elvira, władczyni ciemności (Elvira, Mistress of the Dark, 1988). 
W dreszczowcu Paula Verhoevena Nagi instynkt (Basic Instinct, 1992) obok Sharon Stone i Michaela Douglasa zagrał rolę byłego gwiazdora rocka Johnny’ego Boza, ofiary brutalnego morderstwa w scenie otwierającej film, gdy tajemnicza blondynka podczas seksu przywiązuje go do łóżka, aby przebić mu kark szpikulcem do lodu. Wywołało to kontrowersje w mediach nie tylko z powodu przemocy w sekwencji, ale także z powodu zbliżenia jego genitaliów, gdy policja przeszukuje miejsce zbrodni.

## Życie prywatne
Był partnerem modelki, aktorki i prezenterki telewizyjnej Cassandry Peterson, z którą w listopadzie 1974 był na okładce magazynu „Playgirl” oraz w sierpniowym wydaniu „Playboya” z 1976. Przyjaźnił się z Christianem Brando, synem aktora Marlona Brando.

### Śmierć
W październiku 1996 w Laurel Canyon (North Hollywood) przeżył poważny wypadek motocyklowy. Został hospitalizowany. 7 marca 1998 roku w Los Angeles zmarł w wieku 51. lat. Szczątki jego ciała zostały skremowane i oddane rodzinie. W uroczystości uczestniczyły: jego matka Violet Anderson, siostra, dwie ciotki, siostrzenica i jego narzeczona Nancy Youngblood.

## Wybrana filmografia

### Filmy
- 1971: The Wakefield Poole Collection występuje w roli samego siebie
- 1972: Bijou jako wąsaty mężczyzna z biczem
- 1973: Ostatnie tango w Acapulco (The Last Tango in Acapulco) jako Miguel Torres
- 1973: Ochłodzenie tego (Cooling it)
- 1974: Frankenstein’s Castle of Freaks jako przystojniak
- 1978: Niebieska dżungla (Jungle Blue) jako Evor/Tarzan
- 1985: Wielka przygoda Pee Wee Hermana (Pee-wee’s Big Adventure) jako Policjant #1
- 1987: Kim miłość (What’s Love)
- 1988: Elvira, władczyni ciemności (Elvira, Mistress of the Dark) jako Gliniarz
- 1988: Stawki (La posta in gioco) jako policjant
- 1989: Seksownie ocenione domowego kina Ripa Colta (Rip Colt's Sex Rated Home Movies)
- 1992: Nagi instynkt (Basic Instinct) jako Johnny Boz (ofiara morderstwa)
- 2009: Świat Boba (Bob’s World) w roli samego siebie
- 2013: Zawsze mówiłem, że tak: Wiele żywotów Wakefielda Poole (I always Said Yes: The Many Lives of Wakefield Poole) w roli samego siebie
- 2014: Threads of Destiny

### Seriale TV
- 1984: Makabryczne kino (Movie Macabre) jako przystojniak